# Autechre
Autechre [ɔːˈtɛkə] (häufig abgekürzt mit Ae) ist ein britisches Electronica-Duo, das aus Rob Brown und Sean Booth besteht und zu den Vertretern der Intelligent Dance Music gerechnet wird.
Fälschlicherweise wird das Künstlerkollektiv Gescom oft als ein Pseudonym Autechres bezeichnet, obwohl Booth und Brown nur an einigen Veröffentlichungen des Projekts beteiligt waren.

## Geschichte
Brown und Booth stammen aus Rochdale, Greater Manchester, und waren zunächst in der Sprayer-Szene aktiv. Sie lernten einander Ende der 1980er Jahre über einen gemeinsamen Freund kennen. Zunächst entstanden zahlreiche Hip-Hop- und Electro-Mixtapes. Brown und Booth wurden damals stark von Musikern wie Egyptian Lover, Grandmaster Flash, Mantronix oder Pretty Tony (Tony Butler) beeinflusst. Ihre erste gemeinsame Platte erschien 1991 unter dem Namen Lego Feet bei Skam Records (SKAM 001). Kurze Zeit später veröffentlichten sie unter dem Namen Autechre die erste EP mit dem Titel Cavity Job auf dem Label Hardcore Records.
Der Name Autechre entstand bei der Arbeit mit einem Atari. Das „au“ entstand, da der Track, an dem sie gerade arbeiteten einen „au“-Sound enthielt. Die restlichen Buchstaben wurden durch zufälliges Tippen der Tastatur hinzugefügt.
Zitat von Rob Brown:

„The first two letters were intentional, because there was an 'au' sound in the track, and the rest of the letters were bashed randomly on the keyboard. We had this track title for ages, and we had written it on a cassette, with some graphics. It looked good, and we began using it as our name.“

Da beide unzufrieden mit der Arbeit des Labels Hardcore Records waren, wechselten sie 1993 zu Warp Records. Bereits 1992 brachte Warp Records eine Compilation heraus, die zwei Stücke von Autechre enthielt. Die Serie Artificial Intelligence bestand aus insgesamt sechs Alben einzelner Electronica-Musiker sowie zwei so betitelten Compilations. Laut Autechre ist Incunabula (siehe Bedeutung: Inkunabel) eine von Warp Records direkt nach ihrem Plattenvertrag zusammengestellte Compilation mit ihren Stücken und gehört zur Serie Artificial Intelligence. Der aus dem Album entnommene Track Kalpol Introl wurde im Film Pi von Darren Aronofsky verwendet.
Das 1994 veröffentlichte Amber gilt daher als eigentliches Debütalbum. Das Cover des Albums zeigt eine Formation von Bergen Kappadokiens. Die EP Garbage beinhaltet Material derselben Produktion wie Amber, das nicht auf dem Album veröffentlicht wurde; das Cover ist eine digital bearbeitete Version von Amber.
Mit der Veröffentlichung der EP Anti machten Autechre auf die englische Criminal Justice Bill aufmerksam, ein Gesetz, das die Aufführung repetitiver Musik auf Raves verbieten sollte. Die Criminal Justice Bill ist ein 1994 vorgeschlagener Gesetzentwurf, in dem neben Themen wie Kinderpornografie, obszönen Anrufen und Homosexualität auch striktere Regelungen gegen Raves in Form von Verboten repetitiver Musik behandelt wurden. Als Satire darauf veröffentlichten Autechre die Anti EP, die auf einem Aufkleber folgenden Text mit dem humoristischen Hinweis an DJs, stets einen Anwalt und einen Musikwissenschaftler präsent zu haben, enthielt:

„Warning. 'Lost' and 'Djarum' contain repetitive beats. We advise you not to play these tracks if the Criminal Justice Bill becomes law. 'Flutter' has been programmed in such a way that no bars contain identical beats and can therefore be played under the proposed new law. However, we advise DJs to have a lawyer and a musicologist present at all times to confirm the non repetitive nature of the music in the event of police harrassment.“

Der Erlös des Verkaufs der EP ging an die britische Nichtregierungsorganisation Liberty mit dem Kommentar, dass Autechre politisch unbeteiligt seien, es gehe vielmehr um die Freiheit der Person.
Die experimentelle Musik Autechres trägt seitdem oft einen Downbeat, kombiniert mit Ambient-artigen Synthesizer-Melodien/Akkorden. Die Alben Amber und Tri Repetae gehen eine sich mit dieser Tradition langsam verändernde Bindung zwischen Zugänglichkeit und Komplexität ein. Das Artwork zu Tri Repetae wurde entworfen von Chris Cunningham, der 1996 ebenfalls ein Video zu Autechres Second Bad Vilbel produzierte. Die zugehörige Anvil Vapre beinhaltet Material von Tri Repetae, das aus Platzgründen nicht auf dem Album erschien. Die Namen der Titel auf Anvil Vapre haben Referenzen an Orte an den Snake Pass, eine Autostraße im Norden Englands. Bad Vilbel ist die Partnerstadt des englischen Glossop. In den USA erschien Tri Repetae++ später zusammen mit den EPs Garbage und Anvil Vapre. In Japan gab es auf dem Album einen Bonustrack namens Medrey.

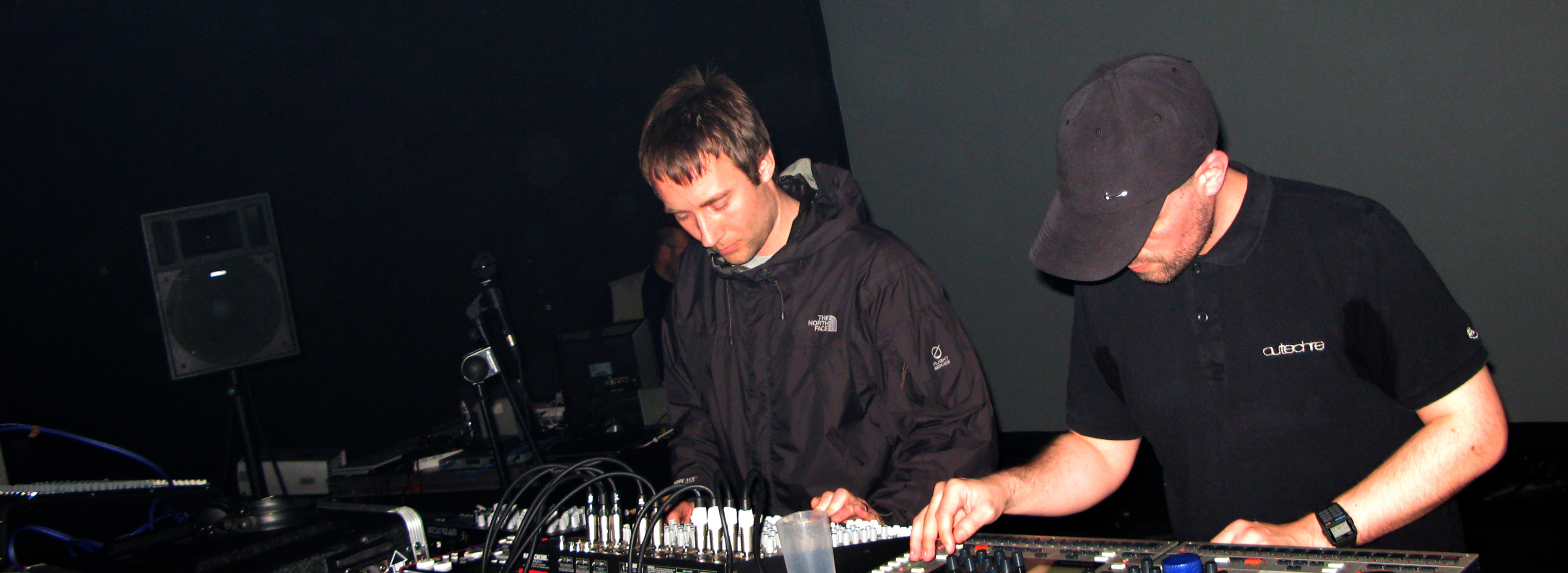
Rob Brown (links) und Sean Booth live bei einem Konzert 2007

Mit Chiastic Slide und späteren Alben entfernten sich Autechre von gängigen, „angenehmen“ Klängen hin zu abstrakteren und schwerer zugänglichen Soundscapes. Chiastic Slide wurde in den USA erst 2001 veröffentlicht, da Trent Reznor das Album für sein Label Nothing Records als zu experimentell befand, um veröffentlicht zu werden. Einige Stücke auf der zeitgleich erschienenen EP Cichlisuite wurden ausschließlich mit dem Nord Lead produziert.
Das fünfte Album war namenlos, weshalb Warp Records ihm den Namen LP5 gab. Die im selben Jahr veröffentlichte EP7 enthielt einen 404 Sekunden langen Hidden Track, der sich im Pregap befindet, wenn man die CD beim ersten Lied auf −9,44 zurückspult.
Das Stück Reniform Puls aus dem Album Draft 7.30 wurde in einer Werbung des LG-Handys U880 verwendet.
Autechre gehören neben Black Dog Productions, Plaid, Mira Calix, Boards of Canada und The Orb zu den wenigen Electronica-Musikern, deren Werk mit einem Live-Auftritt in der John Peel BBC Radio 1-Show gewürdigt wurde. Die dort aufgeführten Stücke sind als Peel Session 1 und 2 veröffentlicht worden. Peel Session 1 enthält Aufnahmen von Ende des Jahres 1995, Peel Session 2 Aufnahmen von 1999. John Peel gab den vier Tracks ihre Namen, da Autechre sie ihm namenlos übergaben. Sie wurden am 8. September 1999 auf Radio 1 gesendet.
2001 erschien das Album Confield. Autechre kreierten das Artwork zum Album selbst. In Japan erschien auf Confield ein Bonustrack namens Mcr Quarter, eine Live-Aufnahme eines Gigs von 1999.
Das 2002 veröffentlichte Video Gantz Graf vom Grafikdesigner Alex Rutterford erreichte in CGI-Künstlerkreisen Kultstatus. Ein abstraktes dreidimensionales Objekt bewegt sich darauf synchron zur abstrakten Musik Autechres mit präziser Reaktion auf entsprechende Tonfrequenzen. Die Idee dazu bekam Rutterford laut eigener Aussage durch einen LSD-Trip. Rutterford schuf ebenfalls das Artwork zu Draft 7.30 und Untilted.
Autechre kuratierten die All Tomorrow’s Parties in Minehead, Somerset in England im Jahr 2003. Sie traten dort bereits 2001 als Live-Act auf.
Die Zusammenarbeit bei den EPs æ³o & h³æ und æo³ & hæ³ mit dem Hafler Trio bezog elektroakustische Musik, Musique concrète und Noise mit ein.
2008 erschien das Album Quaristice ebenfalls bei Warp Records.
Seit der Veröffentlichung von Incunabula kreierten The Designers Republic mit Ausnahme von Confield, Draft 7.30 und Untilted das Artwork aller Autechre-Alben.

## Klangformung
Über ihre Musik sagen Autechre selbst:

„Jede Musik basiert auf Mathematik. Hör dir Acid House an. Wenn man das hedonistische Moment rausdividiert und die Nebenbedingungen weglässt, dann ist Acid House eine sehr geometrische Musik, sehr funktional. Nimm zum Beispiel 808 State. Das ist pure Mathematik, Musik wie nach Gleichungen gebaut. Unsere Musik funktioniert nach Formeln. Wir bauen Stücke, die die physikalischen Formeln von Gas oder Wasser simulieren. Du hast z. B. ein Geräusch von tropfendem Wasser. Dieses Geräusch kann man mit Hilfe von Daten simulieren. Und dann kannst du es manipulieren. Wir sind von solchen Simulationen vollkommen besessen.“

Aufgrund eines Kommentars bezüglich ihrer einzigartigen Klangvariabilität betrachten es Brown und Booth als unverständlich, dass es angesichts der enormen Bandbreite, die Musikproduzenten heute zur Verfügung steht, überhaupt noch möglich sein kann, dass eine Band einer anderen gleicht.
Als Einfluss auf ihre Musik wird Bernard Parmegiani genannt, ein Mitglied der Groupe de recherches musicales. In Bezug auf die späte Phase Autechres hat die „Sichtweise der Musik als physikalisches Phänomen“ Parallelen zur Elektronischen Musik der 1950er Jahre und Karlheinz Stockhausen; somit kann der Begriff Autonome Musik in die Musik Autechres miteinbezogen werden. Mehr oder weniger passend ist der Ausdruck Elektroakustische Musik. In Interviews wird der Begriff Generative Musik erwähnt.
Zu Beginn ihres musikalischen Schaffens wurde u. a. ein Atari-Rechner mit einem Roland R8 (Drumcomputer) und Casio FZ1 (Sampler) verwendet. Weitere analoge Geräte waren und sind: Roland TR-606, MC 202, SH 2, Korg MS-20 sowie Yamaha FS1R; Yamaha DX100; Sound Edit 16, Turbo Synth oder Module des Doepfer Modularsynthesizer A-100. Diese Geräte werden noch heute, oft modifiziert, benutzt. Booth sagt, dass vor 1997 oft speziell für einen Song mehrere Geräte in einer bestimmten Anordnung verbunden waren, weshalb bei der Aufnahme des darauffolgenden Songs viele Geräte umgestellt, getrennt und wieder auf andere Weise angeschlossen wurden. Seit dem Erscheinen des Programmes Max/MSP der Firma Cycling’74 konnten diese Vorgänge auch „auf dem Bildschirm“ erfolgen. Autechre machen zudem Gebrauch von verschiedenen Hardwaresamplern wie z. B. Ensoniq ASR, EPS, Kurzweil K 2500, E-mu E-Synth, Casio FZ 1, FZ 10, SK 1, SK 5, SK 100 oder Musiksoftware wie Digital Performer, Logic Audio (Emagic), Cubase SX (Steinberg), Peak, Audio Hijack, Soundhack, Audioscope, Amadeus oder Mack V. Autechre arbeiten in Echtzeitmanipulation mit MIDI-Fadern, sowohl live als auch im Studio.
Zusammenfassend:
- Synthesizer: Roland TR-606, Roland MC 202, Roland Juno-106, Korg MS 20, Korg Prophecy, Yamaha DX11, Clavia Nord Lead, Kenton Pro4, Elektron Monomachine[1][2][8]
- Hardwaresampler: Casio SK1, Casio SK5, Casio RZ1, Ensoniq EPS, Ensoniq ASR10, Ensoniq DP2, Kurzweil K 2500
- Drumcomputer: Roland R8, Elektron Machinedrum
- Zur Tongestaltung wurden zudem Programme wie Kyma (Symbolic Sound Corporation) und SuperCollider verwendet; Autechre erstellten durch Max/MSP eigene Programme.[7][1]
- verschiedene Musiksoftware

Oft sind die Namen der Titel die eigentlichen Arbeitstitel, die dann so stehengelassen wurden. Manche Titel sind auch Referenzen an Geräte, mit welchen sie die Songs erstellt haben, wie z. B. 6ie.cr, das vorher 606.ie hieß, eine Referenz an den Roland TR-606 Drumcomputer.

## Diskografie

### Alben
- 1993: Incunabula (Warp17)
- 1994: Amber (Warp25)
- 1995: Tri Repetae (Warp38)
- 1997: Chiastic Slide (Warp49)
- 1998: LP5 (Warp66)
- 2001: Confield (Warp128)
- 2003: Draft 7.30 (Warp111)
- 2005: Untilted (Warp180)
- 2008: Quaristice (Einzel-CD, Warp Records)
- 2008: Quaristice (Warp333 / Limitierte Doppel-CD: Warp333X)
- 2010: Oversteps (WARP210)
- 2013: Exai (WARP234)
- 2016: Elseq 1-5 (WARP512)
- 2018: NTS Sessions 1-4 (WARP364)
- 2020: SIGN (WARP329)
- 2020: PLUS (WARP338)

### Singles und EPs
- 1991: Lego Feet (als Lego Feet) (Neupressung 2011)
- 1991: Cavity Job
- 1994: Bass Cadet EP
- 1994: Anti EP
- 1995: Anvil Vapre
- 1995: Garbage
- 1995: Peel Session
- 1997: Cichlisuite
- 1997: Envane
- 1999: EP7
- 1999: Peel Session 2
- 2002: Gantz Graf (WAP 256)
- 2003: æ³o & h³æ (mit The Hafler Trio)
- 2005: æo³ & hæ³ (mit The Hafler Trio)
- 2008: Quaristice.Quadrange.ep.ae (WAP 333A) - Onlineveröffentlichung als FLAC und MP3
- 2008: Digital Exclusive (EP, bestehend aus drei Tracks, die ausschließlich im iTunes Store in Japan im Format AAC veröffentlicht wurde)
- 2010: Move of Ten
- 2011: EPs 1991 - 2002 (5-CD-Set das die EPs von Cavity Job bis Gantz Graf zusammenfasst. Cavity Job erscheint hier erstmals auf CD.)
- 2011: ah³eo & ha³oe (mit The Hafler Trio)
- 2013: L-Event
- 2017: JNSN CODE GL16 / spl47
- 2019: Warp Tapes 89-93

### Promotional Recordings
- 1996: We R are Why
- 1997: Radio Mix
- 1999: Splitrmx12 (Autechre plays Weissensee against im Glück - Original by Neu! / Autechre Play At Drowning In A Sea Of Indiependance - Original by Bic?)

### Remixes
Autechre gelten weiterhin als produktive Remixer und haben unter anderem Remixe der folgenden Künstler angefertigt:
- Squarepusher
- Mike Ink
- Saint Etienne
- Tortoise
- Merzbow
- Jimi Tenor
- Chris Douglas
- Skinny Puppy
- Seefeel
- Nav Katze
- Palmspring Productions
- Phoenicia
- Scorn
- DJ Food